# Фредеріка Даннемандська
Фредеріка Бенедикта Данемандська (6 серпня – 23 грудня 1862) – коханка короля Данії Фредеріка VI.

## Життєпис
В одній із легенд говориться, що Фредеріка прийшла до королівського палацу, щоб особисто попросити регента помилувати свого батька, якого заарештували за крадіжку. Йохан Бюлов запропонував регенту взяти її як «заміну» дружині, виснаженій багатьма пологами. 1805 або 1806 року король зробив її своєю коханкою, життя її батька було врятоване.
Була коханкою Фредеріка VI з 15-16 років, що дозволяє припустити, що це сталося 1805 або 1806 року. Народила від короля 4 дітей, які отримали дворянський статус та одружилися із дворянами. 1814 року Фредеріці повідомили, що король зрадив їй під час подорожі до Відня, і коли він повернувся 1815 року, зустрів дружину вагітною. Батька дитини так і не було встановлено.
1818 року стосунки із Фредеріком VI налагодилися і 1819 року вона народила ще одну дитину. 1829 року їй було присвоєно звання і титул, який зазвичай займає дружина полковника, попри те, що вона не була одруженою. Того ж року їхні діти отримали дворянський статус. Коли король Фредерік VI помер 1839 року, Фредеріку привезли до королівського палацу, щоб оплакати його тіло поряд із королевою-вдовою. Коли Фредеріка Данеманська померла, було організовано військове поховання на знак визнання полковницького рангу, даного їй монархом.